# Movimento Betar

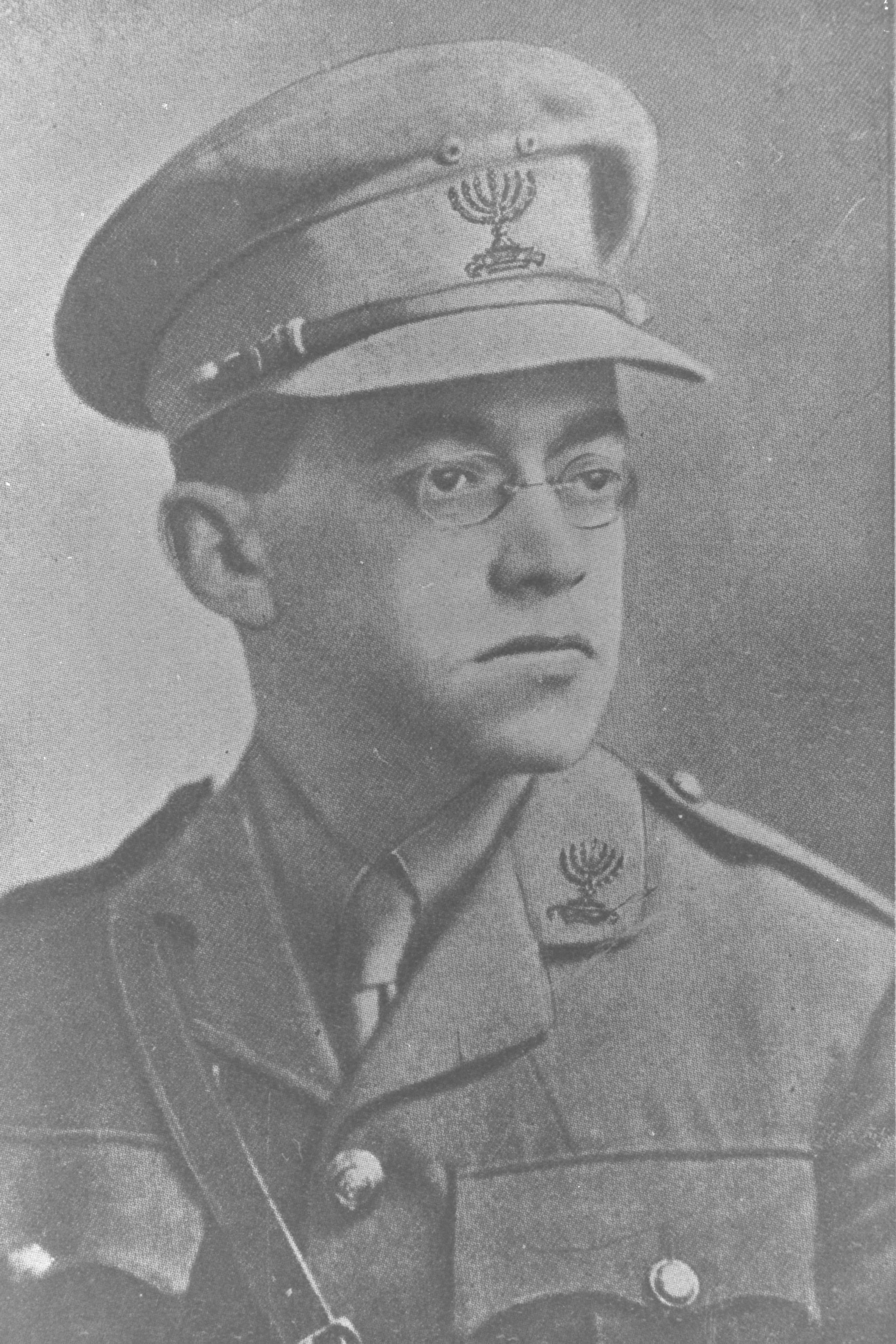
Ze'ev Jabotinsky, o fundador e primeiro lider do Betar.

O movimento juvenil Betar é acrônimo em hebraico, בית"ר, brit hanoar haivri al shem yossef trumpeldor (pacto de jovens judeus em nome de yossef trumpeldor) é um movimento sionista fundado em 1923 em Riga, Letonia. fundado por Vladimir (Ze'ev) Jabotinsky em homenagem a Joseph Trumpeldor.
Trumpeldor em uma conversa por Jabotinsky falou sobre a ideia de criar um movimento juvenil. Ele foi para a Batalha de Tel Hai e acabou falecendo. Jabotinsky, lembrando do que o amigo tinha lhe dito, criou o movimento em sua homenagem.
Hoje em dia, o movimento juvenil judaico-sionista esta espalhado pelo mundo inteiro, ensinando jovens judeus sobre judaísmo, sionismo, hadar (respeito, tratar todos como um rei), tagar (defender o que você acredita) e muito mais.

## O Sionismo Revisionista
O Betar segue o Sionismo revisionista, o sionismo que Jabotinsky criou ao discordar de pontos fundamentais das então existentes correntes sionistas e de suas visões para o futuro Estado Judeu, Ze'ev Jabotinsky decidiu desenvolver uma nova filosofia, que ficou conhecida como Sionismo Revisionista, ou o Grande Sionismo, cujo principal lema era “Um Estado Judeu, com maioria judaica em ambas margens do Jordão”. Sua ideologia revisionista seria dividida, essencialmente, em três braços: o braço educativo (o Betar, fundado em 1923, em Riga), o braço político (HaTzohar, fundado em Paris em 1925) e o braço militar (o Irgun Tzvaí Leumí, fundado em 1931).

### Betar
O componente educacional do movimento foi criado em 1923, porque Ze’ev Jabotinsky, seu principal ideólogo, via a juventude judaica como o agente ativo da realização do sonho sionista: a construção do Estado Judeu em Eretz Israel. 

### Etzel
O braço militar foi fundado em 1931. O Irgun foi uma organização paramilitar sionista que operou durante o Mandato Britânico da Palestina. 

### Hatzohar
O ramo político foi fundado por Ze'ev Jabotinsky e outros em Paris em abril de 1925. Em 1948 se tornou o Cherut e em 1977 deu origem ao maior partido político de Israel, o Likud.

## Pontos Ideológicos
O Betar tem dez pontos ideológicos:
1. Missão do Betar
2. Estado Judeu e Democrático
3. Maioria Judaica em Israel
4. O Idioma Hebraico
5. Monismo
6. Consciência Social
7. O Legionismo
8. Disciplina Betari
9. Hadar
10. Mobilização

### A Missão do Betar
A missão do Betar parece ser muito simples, apesar de não ser: “criar aquele tipo de judeu que a nação necessita para a reconstrução do Estado. Isto é, criar um jovem normal que é consciente das necessidades de seu povo”. Precisamente, essa é a grande dificuldade, já que, na atualidade, o povo judeu da diáspora não é nem “normal” nem “são” e a vida da diáspora nos impede da formação desse ideal.

### O Estado Judeu e Democrático
O fundamento de nossa ideologia nos leva a uma só premissa: o Estado Judeu. No entanto, dessa premissa surge uma profunda concepção: que sentido tem a coexistência de distintas nações? O “sentido” consiste em que cada nação contribua com sua parte - impregnada em seu espírito – na construção da cultura geral da humanidade. Porém, essa parte não pode consistir apenas de ideias ou conselhos às demais nações, mas deve também ser um exemplo vivo. As ideias e os ideais devem cristalizar na realidade, expressar-se, não somente em livros, mas também em formas coletivas da vida nacional. Para isso, é necessário que cada povo possua seu “laboratório”, um território em que possa ser o “amo” e possa modelar livremente sua vida coletiva de acordo a sua concepção de bem e mal. Um “laboratório”, assim, é o próprio Estado.

### Maioria Judaica em Eretz Israel
Na realidade, o que quer dizer Estado Judeu? Em que momento poderemos afirmar que nosso país deixou de ser “Palestina” para se transformar em um Estado Judeu? Somente no instante em que nosso país tenha mais judeus do que estrangeiros. O requisito essencial para a existência de um Estado Nacional é uma maioria nacional.

### O Idioma Hebraico
O Betar reconhece o hebraico como a única e eterna língua do povo judeu. Na Terrade Israel, deve se tornar a única língua da vida cotidiana; pelo menos, ser a língua do sistema educacional, começando no jardim de infância até o ensino médio (talvez até na universidade). Um jovem judeu que não sabe hebraico não é um judeu completo, mesmo sendo do Betar. Nós temos grande estima pelas outras línguas.

### Monismo
Eis aqui a base essencial sobre a qual está fundada toda a ideologia do Betar: criar um Estado Judeu, com maioria judaica em ambas as margens do Rio Jordão. Um motivo de orgulho particular para o Betar - aquilo que constitui a diferença entre ele e os demais movimentos juvenis - é o monismo. O Betar é uma geração que consagrou sua vida exclusivamente ao ideal de criar um Estado Judeu, e não reconheceu nenhum outro ideal.

### A Consciência Social
A divisão de classes só existe em uma sociedade constituída, mas quando se está ainda nas origens da formação de uma sociedade, as classes não são classes, nem os proletários e tampouco a burguesia. Todos eles são chalutzim (pioneiros), a vanguarda, uma engrenagem, onde, cada uma à sua maneira, tem participação na máquina. Não passam de "peças” no tabuleiro do sionismo. Todos eles participam de um mesmo torneio, nas mãos de um único e supremo jogador. No Betar, rejeitamos a luta de classes em Medinat Israel.

### O Legionismo
A divisão de classes só existe em uma sociedade constituída, mas quando se está ainda no período de colonização, ou seja, nas origens da formação de uma sociedade, as classes não são classes, nem os proletários e tampouco a burguesia. Todos eles são chalutzim (pioneiros), a vanguarda, uma engrenagem, onde, cada uma à sua maneira, tem participação na máquina. Não passam de "peças” no tabuleiro do sionismo. Todos eles participam de um mesmo torneio, nas mãos de um único e supremo jogador. No Betar, rejeitamos a luta de classes em Medinat Israel.

### A Disciplina Betarí
O Betar se fundamenta no princípio da disciplina. Nosso objetivo nesse sentido é a criação de uma organização mundial capaz de mobilizar dezenas de milhares de membros em todos os países para a execução simultânea da mesma tarefa. Nossos inimigos nos reprovam, dizendo que isto é “indigno de homens livres', que significa “transformar-se em máquinas”. Eu proponho que repliquemos, sem vergonha: “Sim, uma máquina’'.

### Hadar
Hadar é uma palavra em hebraico dificilmente traduzida em outra língua: ela combina vários conceitos tais como beleza exterior, respeito, autoestima, boa-educação, fé. A única "tradução" adequada para a vida real deve ser o betarí - em seu comportamento, ações, fala e pensamento. Naturalmente, isso não será alcançado em uma única geração. No entanto, o Hadar do Betar deve ser encarado como nosso objetivo diário: cada passo, gesto, palavra, ação e pensamento devem sempre ser executados do ponto de vista do Hadar.

### Mobilização
A palavra mobilização tem para o Betar dois significados. O primeiro e mais importante é, quando chegue o tempo, formar uma nova legião judaica. O segundo, permanente: ao chegar a Israel, cada membro do Betar está obrigado, conforme nossos estatutos, a se considerar em estado de mobilização durante dois anos, isto é, às ordens da diretoria do Betar, aceitar qualquer classe de trabalho, seja qual forem as condições.

## Vladmir Ze’ev Jabotinsky
Foi um escritor, tradutor, jornalista, militar, e acima de tudo um líder sionista. Depois do Pogrom de Kishinev, Jabotinsky entende que para a criação de um estado judeu é fundamental a ajuda dos jovens.
Jabotinsky foi o primeiro soldado de Iehuda, criando em 1915, com a ajuda de Yosef Trumpeldor, A Legião Judaica, uma unidade militar composta por voluntários sionistas dispostos a lutar ao lado do império Britânico para expulsar o império Otomano da então, Palestina.
Em sua busca pela Criação do Estado Judeu, foi o criador da Haganá em Jerusalém, foi o primeiro comandante do Irgun - "Organização Militar Nacional na terra de Israel",  fundador do sionismo Revisionista e, sobretudo, fundador do movimento sionista juvenil Betar, Por isso ele é chamado de Rosh Betar (cabeça do betar).

## Z.Z.W

### Żydowski Związek Wojskowy (Z.Z.W ou União Militar Judaica)
A Z.Z.W foi um grupo de resistência do Betar do Gueto de Varsóvia.

### Alguns Heróis da Resistencia

#### Ziuta Hartman
Ziuta Hartman nasceu em 1922, em Kielce, na Polônia, e foi de extrema importância para a  ZZW (União Militar Judaica) antes e durante o Levante do Gueto de Varsóvia. Seu papel - devido a sua aparência ariana - consistia na comunicação entre o gueto e o lado ariano e no contrabando de armas, comida, medicamentos e correspondências. Após sua captura pelos nazistas ao final do levante, foi enviada para diversos campos de concentração, entre eles Majdanek, KL Buchenwald e Poniatowa. Com o fim da guerra e após uma breve passagem pela Polônia e pela França, Ziuta e seu marido fizeram aliá, estabelecendo-se em Tel Aviv. Em 2010, recebeu o título de Cidadã Honorária de Varsóvia - devido a sua bravura e participação no levante do gueto. Ziuta faleceu aos 93 anos, em maio de 2015, em Tel Aviv, deixando, além de dois filhos e seis netos, um grande exemplo de Tagar durante a Shoá como legado. Foi a última integrante da ZZW a perecer.

#### Pawel Frenkel
Pawel Frenkel foi um ativista e combatente nascido em 1920, na capital polaca. Aos dezoito anos, entrou para o movimento juvenil Betar e, com o avanço da guerra, fez parte da Żydowski Związek Wojskowy (União Militar Judaica ou ZZW), uma organização de resistência judaica contra a invasão nazista. Segundo registros, tanto de Henryk Iwanski (líder da resistência polonesa) quanto de Tadeusz Bednarczyk (coordenador do corpo de segurança que doou armamento para a ZZW), Pawel foi um dos principais comandantes do Levante, tendo liderado uma de suas batalhas mais intensas no número 7 da Praça Muranówska. 
Além disso, Pawel foi oficial do exército polonês e membro do Etzel (acrônimo de Irgun Tzvaí Leumi). Exemplo de Tagar e coragem, foi assassinado pelos nazistas durante o Levante do Gueto de Varsóvia, no dia 19 de junho de 1943, na Rua Grzybowska.